# Merdelou
Le Merdelou est un des plus hauts sommets du département de l'Aveyron, situé sur la commune de Peux-et-Couffouleux dans le canton de Camarès (Sud Aveyron).
Son altitude culmine à 1 110 mètres et, par temps dégagé, il permet une vue sur la Méditerranée. 
C'est de là que lui vient son nom, qui s'écrit en occitan merdellon, et qui signifie mer de loin (mar de lonh).
Enfin, les vents soufflant sur ce mont ont encouragé la mise en place d'un parc de 12 éoliennes.

## Toponymie
L’origine occitane mar de lonh paraît contestable. Selon Alain Nouvel qui a fait des travaux sur les toponymes, les mots « Merdelou, Merdançon ou approchant » sont des toponymes assez répandus d’origine pré-latine désignant soit de petits cours d’eau soit des monts d’où jaillissent de nombreuses sources. C’est le cas du Merdelou qui d’Aupiac (ou Alpiac) à Saint-Meen compte plus de dix sources alimentant les rivières Sanctus, Dourdou et Rance.